# Université du sud du New Hampshire
 (décembre 2023).
Si vous disposez d'ouvrages ou d'articles de référence ou si vous connaissez des sites web de qualité traitant du thème abordé ici, merci de compléter l'article en donnant les références utiles à sa vérifiabilité et en les liant à la section « Notes et références ».
L'université du sud du New Hampshire (en Southern New Hampshire University, ou SNHU) est une université américaine fondée en 1932 à Manchester dans le New Hampshire.